# Fehér György (filmrendező)
Fehér György (Budapest, 1939. február 12. – Budapest, 2002. július 15.) Balázs Béla-díjas magyar operatőr, filmrendező, operarendező, forgatókönyvíró, dramaturg, egyetemi adjunktus, producer és színész, érdemes művész.

## Életpályája
- A Magyar Filmművészek Szövetségének méltatása szerint meghatározó jelentőségű televíziós munkái, filmjei szokástól eltérő formákat kutatva megújították és gazdagították a filmnyelv eszköztárát.

1985 és 1994 között a Színház- és Filmművészeti Főiskola tanára. 1959-től dolgozott először egy fél évig a Rádióban, majd a Magyar Televízióban hangtechnikusként, majd segédoperatőrként. A főiskola elvégzése után 1975 és 2001 között a Magyar Televízió operatőre és rendezője volt. 1980 és 1982 között a nyíregyházi Móricz Zsigmond Színház művészeti vezetője.
- 1972-ben végzett a Színház- és Filmművészeti Főiskolán, rendező-operatőr szakon. 1980–1982 között a nyíregyházi Móricz Zsigmond Színház művészeti vezetője volt. Több filmben szereplőként is megjelent (Jancsó Miklós: Szörnyek évadja, Kék Duna keringő, Nekem lámpást adott a kezembe az Úr Pesten, Maár Gyula: Felhőjáték, Makk Károly: Játszani kell, Bereményi Géza: A tanítványok, Makk Károly: A szerelem stb.). A magyar filmélet kiemelkedő személyisége. Öt alkotásával nyert díjat a Veszprémi Tévétalálkozón: a Shakespeare: III. Richárd 1975-ben, a Volpone 1976-ban, a Barrabás 1979-ben, a Nők iskolája 1985-ben lett fődíjas, míg Bosszú című filmjével 1978-ban a legjobb rendezésért járó díjat érdemelte ki.
- Az ő nevéhez fűződik József Attila verseinek, életútjának televíziós feldolgozása: a József Attila-versek 1981-ben, a József Attiláról kortársai című, tizenkilenc részes dokumentumfilm 1981–1983 között, Légy ostoba – József Attila-est Hobóval, míg József Attila: Szabad ötletek jegyzéke két ülésben című alkotása Jordán Tamással 1992-ben készült.
- Első nagyjátékfilmje, a Szürkület (1990) különdíjat kapott a XXII. Magyar Filmszemlén, illetve különböző elismeréseket érdemelt ki nemzetközi fesztiválokon, így Locarnóban és Strasbourgban. 1998-ban készült Szenvedély című játékfilmje a XXIX. Magyar Filmszemlén elnyerte a játék-, kísérleti és kisjátékfilmes zsűri fődíját, a legjobb rendező díját, a legjobb női és férfi színésznek járó elismerést, az operatőri díjat és a külföldi kritikusok Gene Moskowitz-díját, illetve több nemzetközi fesztivál díját is magáénak tudhatja.
- A Miskolci Nemzeti Színházban Olasz Ági főszereplésével két darabot is rendezett: 1998-ban Rainer Werner Fassbinder: Petra von Kant keserű könnyei, 2000-ben pedig Edward Albee: Nem félünk a farkastól. 1999-ben a Magyar Állami Operaházban megrendezte Vajda János – George Büchner: Leonce és Léna c. operáját.

## Munkássága
Rendkívüli főiskolás vizsgafilmjével Shakespeare: III. Richárd című tv-filmjével robbant be a filmtörténetbe. Állítólag egyik feladatként a főiskolás évek alatt Shakespeare: II. Richárdjából kellett rövidfilmet készítenie. Előtte nem is olvasott semmit a szerzőtől. Végül az az ötlete támadt, hogy egy monodrámát csinál belőle. A főszerepet Haumann Péterre osztotta, akiről elmondása szerint a forgatás alatt jött rá, hogy inkább III. Richárd-os alkat. Élete vége felé az 1997-es tv-interjúban azt mondta, hogy azért lett tv-filmrendező, mivel a Filmgyárat messziről el akarta kerülni, jobban érezte magát Csehov és Shakespeare társaságában.
Életének utolsó évtizedében két nagyjátékfilm forgatására is lehetősége nyílt. Mindkettő jelentős nemzetközi elismerésben részesült. 1990-ben forgatott Szürkület című játékfilmjével megelőlegezte Tarr Béla későbbi filmjeinek stílusát is.

## Válogatott filmjei
- A hírlapíró és a halál (tv, 1963) rend.: Zsurzs Éva, vezető op.: Czabarka György, segédop.: Fehér György
- Rendszáma ismeretlen (tv, 1963) rend.: Nádasy László, vezető op.: Mestyán Tibor, segédop.: Fehér György
- Kirakat (rövid, 1964) op.: Szalay László
- A játékos (tv, 1964) rend.: Szőnyi G. Sándor, vezető op.: Mestyán Tibor, segédop.: Fehér György
- A svéd gyufa (tv, 1965) rend.: szőnyi G. Sándor, vezető op.: Mestyán Tibor, segédop.: Fehér György
- Délután 5-kor (tv, 1965) rend.: Seregi László, vezető op.: Molnár Miklós, segédop.: Fehér György
- A második helyezett – Portré Papp Vincéről (riport, 1966) op.: Szalay László
- A gépírók (tv, 1967) rend.: Horváth Ádám, vezető op.: Sík Igor, segédop.: Fehér György
- Csend (felvételi vizsgafilm, rövid, 1968) rend.: Bárdos Károllyal, op.: Fehér György
- Öregek (vizsgafilm, rövid, 1969) op.: Edelényi János
- Ünnepelj velünk... (vizsgafilm, rövid, 1969) rend.: Edelényi János, op.: Fehér György
- Mi a probléma, Schwegerle bácsi? / Lakógyűlés (dokumentumfilm, 1969) – befejezetlen; rend.: Szekeres Péterrel
- Rendőropera (vizsgafilm, rövid, 1970-71 körül) elveszett, op.: Edelényi János
- Shakespeare: II. Richárd (vizsgafilm, rövid, 1970-71 körül) elveszett, op.: Edelényi János
- Tomikám (vizsgafilm, rövid, 1970) op.: Edelényi János
- Történelemóra (vizsgafilm, rövid, 1970) rend.: Edelényi János, op.: Fehér György
- Arcok (vizsgafilm, rövid, 1970) rend.: Jeles András, op.: Fehér György és Edelényi János
- Emberek vagyunk... (vizsgafilm, rövid, 1970) rend.: Bánki Szilárd, op.: Fehér György
- 9 nap Londonban (dokumentum, 1971) elveszett, rend.: Edelényi János, op.: Fehér György
- Salamon Pál: Szerelő (vizsgafilm, rövid, 1971) rend.: Fehér György és Edelényi János, op.: Edelényi János és Fehér György
- Sganarelle, avagy a képzelt szarvak (tv, 1972) rend.: Szinetár Miklós, op. és a rendező munkatársa: Fehér György
- Férjek iskolája (tv, 1972), rend.: Szinetár Miklós, op. és a rendező munkatársa: Fehér György
- A város arca (tv, 1972) rend.: Szinetár Miklós, a rendező munkatársa: Fehér György, op.: Halász MIhály
- Shakespeare: III. Richárd (vizsgafilm, tv, 1973) op.: Edelényi János
- Salamon Pál: Állomás / Lázár (vizsgafilm, tv, 1973) rend.: Edelényi János, op.: Fehér György
- Salamon Pál: Méz a kés hegyén (tv, 1974) rend.: Edelényi János, op.: Fehér György
- Vándorünnep. Emlékezés Hemingwayre (tv, rövid, 1974, bemutató: 1976)
- Volpone (tv, 1975) op.: Edelényi János
- Zenés TV Színház
  - A bűvös szekrény (tv, 1975) op.: Edelényi János
  - Barrabás (tv, 1977)
  - Bajazzók (tv, 1979)
  - Szerelmi bájital (tv, 1988)
- József Attila – Költészet vol. I-VI. (tv-sorozat, 1975-76, bemutató: 2002) rend.: Edelényi János, op.: Fehér György
- Shakespeare: II. Richárd (tv, 1976, bemutató: 1992) rend.: Edelényi János, op.: Fehér György
- Weöres Sándor: A kőbéka (rövid, 1976) op.: Edelényi János
- Arany János: A walesi bárdok (tv, 1977)
- Dosztojevszkij: A bosszú. Feljegyzések az egérlyukból. (tv, 1977) (munkacímek: Kitörés, Megnyitás) op.: Czabarka György
- Monna Vanna (tv, 1977)
- Rejtekhely (tv, 1978)
- Rejtekhely (tv, 1980)
- Portré – Szemtől szemben – Cseh Tamás énekel (tv, 1980)
- József Attila-versek – Jordán Tamás műsora (tv, 1981)
- Virágot Algernonnak (tv, 1981)
- Molière: Nők iskolája (tv, 1982)
- Kedves hazug (tv, 1982)
- Kálmán György-est (tv, 1982)
- A Lusitania elsüllyesztése vol. I-VI. (tv-sorozat, 1983) op. Czabarka György
- Magyar kocka (színház, adásrendezés, 1985)
- Egyvégtére hat vágta – Sándor György önálló estjei vol. I-VI. (tv, 1985)
- Hat bagatell (összeállítás, szkeccsfilm, 1988-1989) szerkesztő (benne epizódja: Öregek) (munkacíme: Főiskolás nemzedék)
- Szürkület (1991) (munkacímek: Az eskü, Forgatókönyv, Utak)
- Az öt kenyérről (tv, 1991)
- József Attila: Szabad ötletek jegyzéke két ülésben (tv, 1992)
- Lövétei Betlehemes játék (tv, 1992) rend.: Kerényi Imrével
- Három bagatell (összeállítás, szkeccsfilm, 1992) szerkesztő
- Boldog születésnapot! – Szabó Magda 75 éves (portré, 1992)
- Légy ostoba – József Attila-est (tv, 1993)
- Szemtől szemben Páskándi Gézával 1-2. rész (portré, 1993)
- Sigmund Freud: Bevezetés (rövid, 1993)
- Láng György: Concerto Ebracio – Kapcsoljuk Jeruzsálemet (koncert, 1993)
- Csaba Péter portré 1-3. rész (portré, 1994)
- Beszélgetés Tokody Ilonával (portré, 1996)
- "Csoda – négy tételben" – Születésnapi találkozó Sütő Andrással (portré, 1997)
- Emlékezés Nagy József (Jocó) operatőrre (1927. március 20. – 1994. március 21.; portré, 1997)
- Szenvedély (1995-1998) (munkacíme: Régi film)
- "Portréz" – Beszélgetés Réz Pállal 1-2. rész (portré, 1998)
- Galántától a világhírig – Kodály Zoltán születésnapjára (koncert, 1998) op. is!
- Fassbinder: Petra von Kant keserű könnyei (színházi közvetítés, 1999)
- Sáry László (portré, 2001)
- Találkozás Zenthe Ferenccel (portré, 2002)
- József Attila: Tanítások – Jordán Tamás és Sebő Ferenc műsora (összeállítás, 2002)

## Színészként
- A nagy kék jelzés (1970, rendező: Nádasy László)
- Le a cipővel! (tv, 1976, rendező: Szabó Attila) – szinkronhang
- Játszani kell (1984, rendező: Makk Károly)
- Felhőjáték (1984, rendező: Maár Gyula)
- A tanítványok (1985, rendező: Bereményi Géza)
- Szörnyek évadja (1987, rendező: Jancsó Miklós)
- Jézus Krisztus horoszkópja (1989, rendező: Jancsó Miklós)
- Erdély aranykora (tv, 1989, rendező: Horváth Z. Gergely)
- Novellák: A szerelem (tv, 1991, rendező: Makk Károly)
- Kék Duna keringő (1992, rendező: Jancsó Miklós)
- Főszerepben Fehér György – Széljegyzetek Casanovához (rövid, 1993, rendező Sólyom András)
- A nagy agyhalál (rövid, 1994, rendező: Jancsó Miklós)
- Nekem lámpást adott kezembe az Úr Pesten (1999, rendező: Jancsó Miklós)
- Az alkimista és a szűz (1999, rendező: Kamondi Zoltán)

## Színház és operarendezések
- Platon: Szókratész védőbeszéde (monodráma, színház, nyíregyházi Móricz Zsigmond Színház, 1981/1982)
- Rainer Werner Fassbinder: Petra von Kant keserű könnyei (színház, Miskolci Nemzeti Színház, 1998/1999)
- Georg Büchner: Leonce és Léna (opera, Magyar Állami Operaház, 1999/2000)
- Edward Albee: Nem félünk a farkastól (színház, Miskolci Nemzeti Színház, 2000)
- Bernard-Marie Koltes: Roberto Zucco (felolvasószínház, Miskolci Nemzeti Színház, 2000/2001)

## Szépirodalmi kötődések
- Robert L. Stevenson: A kincses sziget (Szövetkezeti Kiskönyvtár, Budapest, 1953)
- William Shakespeare: III. Richárd (Európa, Budapest, 2001)
- Csehov: A 6-os számú kórterem (Helikon, Budapest, 1974)
- Dosztojevszkij: Feljegyzések az egérlyukból (Európa, Budapest, 1982)
- Dosztojevszkij: A játékos (Szépirodalmi, Budapest, 1973)
- Franz Kafka: A per (Európa, Budapest, 2008)
- Dosztojevszkij: Bűn és bűnhődés (Európa, Budapest, 2012)
- Platón: Szókratész védőbeszéde (Móricz Zsigmond Színház, Nyíregyháza, 1982)
- Szilágyi István: Kő hull apadó kútba (Magvető, Budapest, 1980)
- Dobai Péter: Lavina (Magvető, Budapest, 1980)
- József Attila: Szabad ötletek jegyzések két ülésben (Atlantisz, Budapest, 1990)
- Friedrich Dürrenmatt: Az ígéret (Európa, Budapest, 2003)
- James M. Cain: A postás mindig kétszer csenget (Európa, Budapest, 1982)
- Edward Albee: Nem félünk a farkastól (Kriterion, Bukarest, 1974)
- Bernard-Marie Koltes: Roberto Zucco (in: Művészet – mai francia drámák, Európa, Budapest, 2010)

## Szakirodalom
- Nánay István: Magyar televízióművészet 1957-1977 (Magyar Televízió, Budapest, 1978)
- Latinovits Zoltán: Verset mondok – tanulmányok, nyilatkozatok, műsorok (Népművelési Propaganda Iroda, Budapest, 1983)
- Dárday István – Szalai Györgyi (szerk.): Társulás Film- és Videóstúdió 1981-1985 (MAFILM Stúdió, Budapest, 1985)
- Moldován Tamás – Schmitt Péter (szerk.): Tévékönyv (Idegenforgalmi Propaganda Iroda, Budapest, 1985)
- Szalai Györgyi (szerk.): Mozgókép Innovációs Társulás 1987-88 (MAFILM Stúdió, Budapest, 1988)
- Végh Attila: Fényérték (Magyar Ház, Budapest, 2000)
- Koltai Tamás: Szeret, nem szeret – színházi írások (Osiris, Budapest, 2000)
- Forgách András: Gonosz siker (Magvető, Budapest, 2000)
- Lator László: Kakasfej vagy filozófia? – Mire való a vers? (Európa, Budapest, 2000)
- Györffy Miklós: A tizedik évtized – A magyar játékfilm a kilencvenes években és más tanulmányok (Palatinus – Magyar Nemzeti Filmarchívum, Budapest, 2001)
- Kartag Nándor: 35 éve együtt – A jugoszláviai magyar televíziózás története (Forum – Családi Kör, Budapest, 2003)
- Kelecsényi László: A magyar hangosfilm hét évtizede – 1931-2000 – Hyppolittól Werckmeisterig (Palatinus, Budapest, 2003)
- Tarján Tamás: Prosperónak nincs pálcája – színikritikák (Savaria University Press, Szombathely, 2003)
- Zalán Vince (szerk.): Magyar filmrendezőportrék (Osiris Könyvtár – Film; Osiris Kiadó, Budapest, 2004)
- Kemény Lajosné Varga Mária: Hertelendyfalvi székely varrottasok (Thurzó Lajos Közművelődési Központ, Zenta, 2004)
- Simon Géza Gábor: Szelíd dalok – Hollós Máté bio-diszkográfia (Jazz Oktatási és Kutatási Alapítvány, Budapest, 2004)
- Kertész Iván: 216 este az Operában (Sziget, Budapest, 2006)
- Tallian Tamás: Operaország – Kísérletek a magyar operajátszásról 1995-2004 (Jelenkor, Pécs, 2006)
- Babiczky László: Szabadság tér 17. – A Magyar Televízió tündöklése és... (Ráday Könyvesház, Budapest, 2007)
- Kelecsényi László: Vászonszerelem – A magyar hangosfilm krónikája 1931-től napjainkig (Noran, Budapest, 2007)
- Agárdi Péter: József Attila, a közös ihlet (Napvilág, Budapest, 2010)
- Kelecsényi László: Álmodozók és megszállottak – Bevezetés a magyar filmtörténetbe (L'Harmattan, Budapest, 2010)
- Paul Schrader: A transzcendentális stílus a filmben: Ozu / Bresson / Dreyer (Szerzőifilmes Könyvtár 2. kötet; Francia Új Hullám, Budapest, 2011)
- Kővári Orsolya: Árnyékvilág – Tarr Béla retrospektív (Sprint Filmkönyvek 1. kötet; Sprint, Budapest, 2012)
- B. Révész László – Hanák Gábor – Római Róbert: Pogány – Egy magyar falu évtizedei, 1970-2012 (Éghajlat, Budapest, 2012)
- Krasznahorkai László: Megy a világ (Magvető, Budapest, 2013)
- Tarics Péter: (I)gazság és lehetőség között – Hogyan élt és halt meg Latinovits Zoltán? (Hungarovox, Budapest, 2013)
- Inkey Alce: No, de Alízka! – Kép-mesék a magyar film történetéből (Noran, Budapest, 2013)
- Kelecsényi László: Klasszikus, kultikus, korfestő – Magyar hangosfilm kalauz 1931-től napjainkig (Kronosz, Pécs, 2014)
- Diószeghy Marietta (szerk.): Mesterek és tanítványok – Komár István interjúkötete (Holnap., Budapest, 2015)
- Jordán Tamás: Hátrametszés – Az életem tétre, helyre, befutóra (Alexandra, Pécs, 2016)
- Gelencsér Gábor: Váratlan perspektívák – Jeles András filmjei (Kijárat, Budapest, 2016)
- Baranyai Katalin (szerk.): Irodalom tankönyv 11. – kísérleti tankönyv (Oktatáskutató és Fejlesztő Intézet, Budapest, 2016)
- Gelencsér Gábor: Magyar film 1.0 (Holnap., Budapest, 2017)
- Pentelényi László (szerk.): Arcok iskolája – Találkozás(ok) Fehér György operatőr-rendezővel (Szerzőifilmes Gondolkodók 1. kötet; Francia Új Hullám, Budapest, megjelenik: 2022)

## Díjai, elismerései
- Balázs Béla-díj (1978)
- Érdemes művész (1986)
- Új Múzsa Alapítvány életműdíja (1999)
- a Magyar Televízió főmunkatársa (1999)